# Claudia Heillová
Claudia Heill, (24. ledna 1982 – 31. března 2011, Vídeň, Rakousko) byla reprezentantka Rakouska v judu. V roce 2004 získala stříbrnou olympijskou medaili.

## Sportovní kariéra
S judem začala v 8 letech a vrcholově se mu věnovala pod vedením Huberta Rohrauera.
Přechod mezi juniorskou a seniorskou kategorií zvládla na výbornou. Účast na olympijských hrách v Sydney v roce 2000 jí ještě o několik bodů unikla, ale v roce 2004 si účast bez větších potíží pohlídala. Byla pouze otázka v jaké bude startovat formě, protože na mistrovství Evropy pohořela. Na olympijských hrách v Athénách se však ukázala ve velmi dobrém světle. Dostala se až do finále, kde nestačila na ten den suverénní Japonku Tanimotó. Získala stříbrnou olympijskou medaili.
Nečekaná stříbrná olympijská medaile z ní udělala v rodném Rakousku hvězdu, ale od nové sezóny 2005 jí začaly pronásledovat různá zranění a to především zranění obou kolen. Vrátila se až v polovině sezony 2006 a v roce 2008 se dokázala připravit na obhajobu olympijské medaile. Na olympijských hrách v Pekingu nezvládla ve druhém kole hru nervů s Kubánkou González, ale z oprav se dokázala probojovat do boje o 3. místo. Se Severokorejkou Won Ok-im držela dlouho vedení, ale v polovině jí soupeřka poslala na zem za wazari a náskok nepustila.
Po 5. místě v Pekingu se rozhodla předčasně ukončit sportovní kariéru. Důvodem byly staré jizvy po operacích kolen a především rozchod s trenérem Rohrauererem, kterého zlákali do svých řad Izraelci. Zaměřila na dokončení studia na vysoké škole a v roce 2010 byla tváří vídeňského mistrovství Evropy v judu.
V roce 2011 ještě spolukomentovala světový pohár v Oberwartu, ale na konci měsíce března přišla nečekaná zpráva, že vypadla z okna svého bytu ve Vídni a těžkých zraněním podlehla. Bulvární média pracovala s myšlenkou, že spáchala sebevraždu, ale vyšetřování nic podobného nedokázalo. Nenechala dopis na rozloučenou a podle výpovědi lidí z jejího okolí nejevila známky, že by se podobný čin chystala spáchat.

## Výsledky
| Turnaj             | 1998             | 1999             | 2000             | 2001             | 2002             | 2003             | 2004             | 2005             | 2006             | 2007             | 2008             |
| Turnaj             | 16               | 17               | 18               | 19               | 20               | 21               | 22               | 23               | 24               | 25               | 26               |
| Turnaj             | polostřední váha | polostřední váha | polostřední váha | polostřední váha | polostřední váha | polostřední váha | polostřední váha | polostřední váha | polostřední váha | polostřední váha | polostřední váha |
| ------------------ | ---------------- | ---------------- | ---------------- | ---------------- | ---------------- | ---------------- | ---------------- | ---------------- | ---------------- | ---------------- | ---------------- |
| Olympijské hry     |                  |                  | —                |                  |                  |                  | 2.               |                  |                  |                  | 5.               |
| Mistrovství světa  |                  | —                |                  | 5.               |                  | úč.              |                  | —                |                  | 7.               |                  |
| Mistrovství Evropy | —                | —                | úč.              | 2.               | 3.               | 3.               | úč.              | 2.               | —                | 3.               | úč.              |
| MS juniorů         | 2.               |                  | 3.               |                  |                  |                  |                  |                  |                  |                  |                  |
| ME juniorů         | 1.               | úč.              | 2.               | —                |                  |                  |                  |                  |                  |                  |                  |